# Échenilleur tricolore
Lalage tricolor
Espèce
Statut de conservation UICN

 LC  : Préoccupation mineure
L'Échenilleur tricolore (Lalage tricolor) est une espèce d’oiseau passereau de la famille des Campephagidae.